# Плачкова, Татьяна Михайловна
Татьяна Михайловна Плачкова (укр. Тетяна Михайлівна Плачкова; род. 5 января 1983, Одесса) — украинский политик. Народный депутат Украины IX созыва (с 2019 года). Член партии «Оппозиционная платформа — За жизнь».
C 29 августа 2019 года входит в состав Комитета Верховной Рады по вопросам государственной власти, местного самоуправления, регионального развития и градостроительства

## Биография
Родилась 5 января 1983 года в Одессе. Окончила факультет журналистики, а позже факультет государственного управления Одесской национальной юридической академии. С 2014 года по 2017 год училась в Одесской государственной академии строительства и архитектуры по специальности «промышленное и гражданское строительство».
С 2012 по 2014 год являлась помощником народного депутата Украины от Партии регионов Екатерины Ващук.
В 2013 году стала директором одесской компании «Юридическо-консультационный центр ПравоПроект». Работала в Государственной архитектурно-строительной инспекции. В октябре 2018 года получила адвокатскую лицензию и стала основательницей юридической компании из Одессы «Ки энд кейс». Является членом Совета адвокатов Одесской области.
На досрочных парламентских выборах 2019 года была избрана депутатом по списку «Оппозиционной платформы — За жизнь». В Верховной раде стала членом комитета по вопросам организации государственной власти, местного самоуправления, регионального развития и градостроительства.